# Enquête à Chicago
Pour plus de détails, voir Fiche technique et Distribution.
Enquête à Chicago (Chicago Deadline) est un film noir américain, réalisé par Lewis Allen et adapté du roman de Tiffany Thayer. Sorti en 1949.

## Synopsis
Chicago, dans les années 1940. Le journaliste Ed Adams trouve le corps d'une femme morte dans un hôtel, Rosita Jean d'Ur. En fouillant ses poches, il trouve un carnet de noms de personnes influentes mais aussi dangereuses qu'il connaît bien. Pensant trouver le moyen de faire un scoop, il décide d'enquêter pour confondre le meurtrier…

## Fiche technique
- Titre original : Chicago Deadline
- Titre français : Enquête à Chicago
- Réalisation : Lewis Allen
- Scénario : Warren Duff d'après un roman de Tiffany Thayer
- Musique : Victor Young
- Décors : Franz Bachelin et Hans Dreier
- Costume : Mary Kay Dodson
- Directeur de la photographie : John F. Seitz
- Montage : LeRoy Stone
- Maquillage spécial : Wally Westmore
- Producteur : Robert Fellows
- Compagnie de production : Paramount Pictures
- Compagnie de distribution : Paramount Pictures
- Pays d'origine :  États-Unis
- Langue : Anglais
- Son : Mono (Western Electric Recording)
- Image : Noir et blanc
- Ratio écran : 1.37:1
- Format négatif : 35 mm
- Procédé cinématographique : Sphérique
- Durée : 86 minutes
- Genre : Film noir

## Distribution
- Alan Ladd : Ed Adams
- Donna Reed : Rosita Jean d'Ur
- June Havoc : Leona Purdy
- Irene Hervey : Belle Dorset
- Arthur Kennedy : Tommy Ditman
- Berry Kroeger : Solly Wellman
- Carole Mathews : Mlle Lee